# Juan Gualberto González

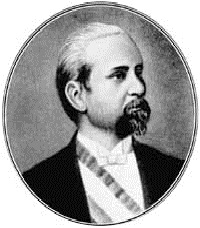
Juan Gualberto González

Juan Gualberto González (* 12. Juli 1851 in Asunción; † 30. Juli 1912 ebenda) war ein paraguayischer Richter, Politiker und Staatspräsident (1890–1894).
Nach dem Studium in Buenos Aires kehrte er nach Asunción zurück und gründete ein Lehrerseminar. 1872 wurde er Richter der ersten Instanz am Handelsgericht, 1877 Präsident der öffentlichen Kreditanstalt, 1881 Minister der Justiz, Kultur und Bildung und 1887 Abgeordneter. Am 25. November 1890 wurde er mit 39 Jahren zum Präsidenten gewählt. Unter seiner Regierung wurden der argentinische Handelskodex in Paraguay eingeführt und neue Siedlerkolonien für über 1700 europäische Einwanderer gegründet. Nachdem sich die Bankenkrise verschärft hatte, führte er die Immobiliensteuer ein. Er schuf das Amt des Bürgermeisters in Asunción, ließ die Eisenbahn bis zum Río Pirapó weiterbauen, gründete eine Landwirtschaftsakademie und ließ ein Krankenhaus errichten. Am 9. Juni 1894 wurde er durch einen Staatsstreich entmachtet und von Vizepräsident Marcos A. Morínigo ersetzt. Er starb im Alter von 61 Jahren in seiner Heimatstadt.